# Liste des circonscriptions parlementaires des West Midlands
 (septembre 2019).
La région des West Midlands est divisée en 59 circonscriptions parlementaires composées de 35 Borough Constituencies et de 24 County Constituencies. Depuis l'élection générale de juin 2017, 35 sont représentés par des parlementaires conservateurs, 24 par des parlementaires travaillistes.

## Circonscriptions
| Circonscription                     | Électeur | Majorité | Member of Parliament | Member of Parliament | Opposition | Opposition           | Comté          | Localisation du comté | Carte de circonscription |
| ----------------------------------- | -------- | -------- | -------------------- | -------------------- | ---------- | -------------------- | -------------- | --------------------- | ------------------------ |
| Aldridge-Brownhills BC              | 60,363   | 14,307   |                      | Wendy Morton†        |            | John Fisher‡         | West Midlands  |                       |                          |
| Birmingham, Edgbaston BC            | 68,091   | 6,917    |                      | Preet Gill‡          |            | Caroline Squire†     | West Midlands  |                       |                          |
| Birmingham, Erdington BC            | 65,067   | 7,285    |                      | Jack Dromey‡         |            | Robert Alden†        | West Midlands  |                       |                          |
| Birmingham, Hall Green BC           | 78,271   | 33,944   |                      | Roger Godsiff‡       |            | Reena Ranger†        | West Midlands  |                       |                          |
| Birmingham, Hodge Hill BC           | 75,698   | 31,026   |                      | Liam Byrne‡          |            | Ahmereen Reza†       | West Midlands  |                       |                          |
| Birmingham, Ladywood BC             | 70,023   | 28,714   |                      | Shabana Mahmood‡     |            | Andrew Browning†     | West Midlands  |                       |                          |
| Birmingham, Northfield BC           | 72,322   | 4,667    |                      | Richard Burden‡      |            | Meg Powell-Chandler† | West Midlands  |                       |                          |
| Birmingham, Perry Barr BC           | 70,106   | 18,383   |                      | Khalid Mahmood‡      |            | Charlotte Hodivala†  | West Midlands  |                       |                          |
| Birmingham, Selly Oak BC            | 74,370   | 15,207   |                      | Steve McCabe‡        |            | Sophie Shrubsole†    | West Midlands  |                       |                          |
| Birmingham, Yardley BC              | 72,581   | 16,574   |                      | Jess Phillips‡       |            | Mohammed Afzal†      | West Midlands  |                       |                          |
| Bromsgrove CC                       | 73,571   | 16,573   |                      | Sajid Javid†         |            | Michael Thompson ‡   | Worcestershire |                       |                          |
| Burton CC                           | 73,954   | 10,047   |                      | Andrew Griffiths†    |            | John McKeirnan‡      | Staffordshire  |                       |                          |
| Cannock Chase CC                    | 74,540   | 8,391    |                      | Amanda Milling†      |            | Paul Dadge‡          | Staffordshire  |                       |                          |
| Coventry North East BC              | 75,759   | 15,580   |                      | Colleen Fletcher‡    |            | Timothy Mayer†       | West Midlands  |                       |                          |
| Coventry North West BC              | 75,196   | 8,580    |                      | Geoffrey Robinson‡   |            | Resham Kotecha†      | West Midlands  |                       |                          |
| Coventry South BC                   | 70,736   | 7,947    |                      | Jim Cunningham‡      |            | Michelle Lowe†       | West Midlands  |                       |                          |
| Dudley North BC                     | 62,043   | 22       |                      | Ian Austin‡          |            | Les Jones†           | West Midlands  |                       |                          |
| Dudley South BC                     | 61,323   | 7,730    |                      | Mike Wood†           |            | Natasha Millward‡    | West Midlands  |                       |                          |
| Halesowen and Rowley Regis BC       | 68,856   | 5,253    |                      | James Morris†        |            | Ian Cooper‡          | West Midlands  |                       |                          |
| Hereford and South Herefordshire CC | 71,088   | 15,013   |                      | Jesse Norman†        |            | Anna Coda ‡          | Herefordshire  |                       |                          |
| Kenilworth and Southam CC           | 66,319   | 18,086   |                      | Jeremy Wright†       |            | Bally Singh‡         | Warwickshire   |                       |                          |
| Lichfield CC                        | 74,430   | 18,581   |                      | Michael Fabricant†   |            | Chris Worsey‡        | Staffordshire  |                       |                          |
| Ludlow CC                           | 68,034   | 19,286   |                      | Philip Dunne†        |            | Julia Buckley‡       | Shropshire     |                       |                          |
| Meriden CC                          | 81,443   | 19,198   |                      | Caroline Spelman†    |            | Tom McNeil‡          | West Midlands  |                       |                          |
| Mid Worcestershire CC               | 76,057   | 23,326   |                      | Nigel Huddleston†    |            | Fred Grindrod ‡      | Worcestershire |                       |                          |
| Newcastle-under-Lyme BC             | 65,596   | 30       |                      | Paul Farrelly‡       |            | Owen Meredith†       | Staffordshire  |                       |                          |
| North Herefordshire CC              | 67,751   | 21,602   |                      | Bill Wiggin†         |            | Roger Page ‡         | Herefordshire  |                       |                          |
| North Shropshire CC                 | 80,535   | 16,355   |                      | Owen Paterson†       |            | Graeme Currie‡       | Shropshire     |                       |                          |
| North Warwickshire CC               | 72,277   | 8,510    |                      | Craig Tracey†        |            | Julie Jackson‡       | Warwickshire   |                       |                          |
| Nuneaton CC                         | 69,201   | 4,739    |                      | Marcus Jones†        |            | Phil Johnson‡        | Warwickshire   |                       |                          |
| Redditch BC                         | 64,413   | 7,363    |                      | Rachel Maclean†      |            | Rebecca Blake ‡      | Worcestershire |                       |                          |
| Rugby CC                            | 72,175   | 8,212    |                      | Mark Pawsey†         |            | Claire Edwards‡      | Warwickshire   |                       |                          |
| Shrewsbury and Atcham CC            | 79,043   | 6,627    |                      | Daniel Kawczynski†   |            | Laura Davies‡        | Shropshire     |                       |                          |
| Solihull BC                         | 77,789   | 20,571   |                      | Julian Knight†       |            | Nigel Knowles‡       | West Midlands  |                       |                          |
| Stafford CC                         | 68,445   | 7,729    |                      | Jeremy Lefroy†       |            | David Williams‡      | Staffordshire  |                       |                          |
| Staffordshire Moorlands CC          | 63,260   | 10,830   |                      | Karen Bradley†       |            | Dave Jones‡          | Staffordshire  |                       |                          |
| South Staffordshire CC              | 73,441   | 22,733   |                      | Gavin Williamson†    |            | Adam Freeman‡        | Staffordshire  |                       |                          |
| Stoke-on-Trent Central BC           | 56,915   | 3,897    |                      | Gareth Snell‡        |            | Daniel Jellyman†     | Staffordshire  |                       |                          |
| Stoke-on-Trent North BC             | 71,558   | 2,359    |                      | Ruth Smeeth‡         |            | Ben Adams†           | Staffordshire  |                       |                          |
| Stoke-on-Trent South BC             | 66,057   | 663      |                      | Jack Brereton†       |            | Robert Flello‡       | Staffordshire  |                       |                          |
| Stone CC                            | 67,824   | 17,495   |                      | Bill Cash†           |            | Sam Hale‡            | Staffordshire  |                       |                          |
| Stourbridge BC                      | 70,215   | 7,654    |                      | Margot James†        |            | Pete Lowe‡           | West Midlands  |                       |                          |
| Stratford-on-Avon CC                | 72,572   | 20,958   |                      | Nadhim Zahawi†       |            | Jeff Kenner‡         | Warwickshire   |                       |                          |
| Sutton Coldfield BC                 | 75,652   | 15,339   |                      | Andrew Mitchell†     |            | Robert Pocock‡       | West Midlands  |                       |                          |
| Tamworth CC                         | 71,308   | 12,347   |                      | Christopher Pincher† |            | Andrew Hammond‡      | Staffordshire  |                       |                          |
| Telford BC                          | 68,106   | 720      |                      | Lucy Allan†          |            | Kuldip Sahota‡       | Shropshire     |                       |                          |
| The Wrekin CC                       | 68,604   | 9,564    |                      | Mark Pritchard†      |            | Dylan Harrison‡      | Shropshire     |                       |                          |
| Walsall North BC                    | 67,308   | 2,601    |                      | Eddie Hughes†        |            | David Winnick‡       | West Midlands  |                       |                          |
| Walsall South BC                    | 67,417   | 8,892    |                      | Valerie Vaz‡         |            | James Bird†          | West Midlands  |                       |                          |
| Warley BC                           | 63,739   | 16,483   |                      | John Spellar‡        |            | Anthony Mangnall†    | West Midlands  |                       |                          |
| Warwick and Leamington BC           | 74,237   | 1,206    |                      | Matt Western‡        |            | Chris White†         | Warwickshire   |                       |                          |
| West Bromwich East BC               | 63,846   | 7,713    |                      | Tom Watson‡          |            | Emma Crane†          | West Midlands  |                       |                          |
| West Bromwich West BC               | 65,967   | 4,460    |                      | Adrian Bailey‡       |            | Andrew Hardie†       | West Midlands  |                       |                          |
| West Worcestershire CC              | 74,375   | 21,328   |                      | Harriett Baldwin†    |            | Samantha Charles ‡   | Worcestershire |                       |                          |
| Wolverhampton North East BC         | 60,770   | 4,587    |                      | Emma Reynolds‡       |            | Sarah Macken†        | West Midlands  |                       |                          |
| Wolverhampton South East BC         | 60,301   | 8,514    |                      | Pat McFadden‡        |            | Kieran Mullan†       | West Midlands  |                       |                          |
| Wolverhampton South West BC         | 59,971   | 2,185    |                      | Eleanor Smith‡       |            | Paul Singh Uppal†    | West Midlands  |                       |                          |
| Worcester BC                        | 73,893   | 2,490    |                      | Robin Walker†        |            | Joy Squires ‡        | Worcestershire |                       |                          |
| Wyre Forest CC                      | 77,758   | 13,334   |                      | Mark Garnier†        |            | Matt Lamb ‡          | Worcestershire |                       |                          |